# Comito
Comito eller Comitona, död efter 528, var en bysantinsk skådespelare och kurtisan.
Hon var äldre syster till kejsarinnan Theodora och en av två tänkbara mödrarna till Aelia Sophia. 
Comito placerades på scen som skådespelare av sin mor som ung, liksom sina systrar Theodora och Anastasia. Comito var den äldsta av de tre döttrarna, och beskrivs som en firad och välkänd kurtisan. Det uppges att hennes yngre syster Theodora brukade passa upp på henne och agera som hennes assistent och göra sådant som att bära hennes sittkudde på teatern. 
Hennes yngre syster Theodora gifte sig med tronföljaren 525 och blev kejsarinnan 527. Comito gifte sig med general Sittas år 528, ett år efter att hennes syster blev kejsarinna: äktenskapet arrangerades av kejsaren eller, i praktiken, hennes syster Theodora. Kejsarinnan Aelia Sophia beskrivs som systerdotter till Theodora, men det är oklart om hon var dotter till Comito eller Anastasia (Anastasias liv är det minst dokumenterade). 